# 日本脳神経外科学会
一般社団法人日本脳神経外科学会（にほんのうしんけいげかがっかい、英語: The Japan Neurosurgical Society (JNS)）は、日本の学術研究団体の一つ。

## 概要
1948年5月4日設立。学術研究団体としての種別は単独学会。
脳神経外科学に関する学理及びその応用についての研究発表、知識の交換、会員相互及び内外の関連学会との連携協力等の事業を行うことにより、脳神経外科学の進歩普及を図り、国内の学術の発展に寄与することを目的としている。
国内においては日本医学会に、国際学術連合体としては世界脳神経外科学会連盟およびアジア・オーストラレイシア脳神経外科学会に加入している。
また連合体（含まれる学術団体）として日本定位・機能神経外科学会、日本脳卒中の外科学会、日本小児神経外科学会、日本脳神経CI学会、日本脳神経外傷学会、日本脳神経外科コングレス、日本脳神経超音波学会、日本脳腫瘍病理学会、日本脊髄外科学会、日本脳神経外科救急学会、日本脳神経血管内治療学会を含む。

## 沿革
- 1948年 - 日本脳・神経外科研究会発足（前身）。
- 1952年 - 日本脳・神経外科学会発足。
- 2003年 - 社団法人日本脳神経外科学会設立。
- 2012年 - 一般社団法人日本脳神経外科学会へ移行。

## 刊行物

### Neurologia medico-chirurgica
- 誌名（和文）：Neurologia medico-chirurgica
- 誌名（欧文）：Neurologia medico-chirurgica
- 創刊年：1959
- 資料種別：ジャーナル（査読付き論文を含む）
- 使用言語：英語のみ
- 発行形態：印刷体、eジャーナル
- 著作権帰属先：学会
- クリエイティブコモンズ：定めている（CC BY-NC-ND）
- 購読：有料

### NMC Case Report Journal
- 誌名（和文）：NMC Case Report Journal
- 誌名（欧文）：NMC Case Report Journal
- 創刊年：2014
- 資料種別：ジャーナル（査読付き論文を含む）
- 使用言語：英語のみ
- 発行形態：eジャーナル
- 著作権帰属先：学会
- クリエイティブコモンズ：定めている（CC BY-NC-ND）
- 購読：無料